# Fiyi en los Juegos Olímpicos de Melbourne 1956
Fiyi estuvo representado en los Juegos Olímpicos de Melbourne 1956 por cinco deportistas masculinos que compitieron en tres deportes.
El equipo olímpico fiyiano no obtuvo ninguna medalla en estos Juegos.